# 比拉尔德瓦里奥
比拉尔德瓦里奥，是西班牙加利西亚自治区奥伦塞省的一个市镇。总面积107平方公里，总人口1974人（2001年），人口密度18人/平方公里。